# Robert af Clermont
Robert af Frankrig, greve af Clermont (1256 – 7. februar 1317) var en kongelig prins fra det franske kongehus, Huset Capet. Han var en yngre søn af kong Ludvig 9. af Frankrig.
Robert blev stamfader til det stadigt eksisterende fyrstehus, Huset Bourbon, en sidelinje af Huset Capet. Hans sønnesøns sønnesøns søn Jean 8. af Bourbon-Vendôme, blev farfaders far til Antoine af Vendôme, konge af Navarra, hvis søn Henrik 4. af Frankrig, blev den første franske konge af Huset Bourbon.

## Biografi
Robert blev født i 1256 som den sjette og yngste søn af kong Ludvig 9. af Frankrig og Margrete af Provence. Hans gudfar var Humbert de Romans, der var ordensmester for Dominikanerordenen på tidspunktet for Roberts fødsel. I 1268 gav hans far ham grevskabet Clermont-en-Beauvaisis i apanage. I lighed med alle sine ældre brødre modtog Robert en relativt lille apanage, i modsætning til sine farbrødre, som var blevet udstyret med mere betydningsfulde territorier i Frankrig. Robert var fransk kammerherre. Han var påvirket af sin berømte fars forbillede og tidens ridderidealer, men deltog ikke i det skæbnesvangre ottende korstog til Tunis i 1270. I 1272 deltog Robert i følge med sin bror kong Filip 3. af Frankrig i felttoget mod grev Roger Bernard 3. af Foix.
I 1272 giftede Robert sig med Beatrice, der var den eneste datter af og arving efter Johan af Burgund, der var anden søn af hertugen af Burgund og herre af Bourbon gennem sit ægteskab med Agnes af Dampierre, arving til det andet hus Bourbon, ligesom hans datter Béatrice. Robert blev anerkendt som Herre af Bourbon i 1283. I maj 1279 fik han i en ridderturnering afholdt til ære for fyrst Karl af Salerno i Paris et alvorligt hovedsår, der førte til permanent mental skade. Som følge heraf, var han ikke længere i stand til at spille nogen vigtig politisk rolle ved det kongelige hof. Han døde 61 år gammel i 1317 og blev begravet i den nu nedrevne kirke i Couvent des Jacobins i Paris.

## Familie
Robert af Clermont var gift med Beatrice af Burgund og Bourbon (1257 – 1310). Blandt deres børn var hertug Ludvig 1. af Bourbon, der blev forfader til kong Henrik 4. af Frankrig.